# Курников, Вячеслав Иванович
Вячесла́в Ива́нович Ку́рников (род. 14 июня 1940) — советский и российский дипломат. Чрезвычайный и полномочный посол (2000).

## Биография
Окончил МГИМО МИД СССР (1968). Владеет немецким и английским языками. На дипломатической работе с 1968 года.
В 1993—1998 годах — советник-посланник Посольства России в Германии.
С марта по июнь 1999 года — и. о. директора Третьего департамента стран СНГ МИД России.
С июня 1999 по декабрь 2001 года — директор Третьего департамента стран СНГ МИД России.

## Дипломатический ранг
- Чрезвычайный и полномочный посланник 2 класса (30 апреля 1993)[1].
- Чрезвычайный и полномочный посланник 1 класса (10 ноября 1995)[2].
- Чрезвычайный и полномочный посол (8 августа 2000)[3].